# Huis Brabant

Wapen van het hertogdom Brabant

Het huis Brabant was een dynastie die van 1183 tot 1406 over het hertogdom Brabant heerste. Zij kwam voort uit het huis der Reiniers
In 1183 werd Hendrik, zoon van Godfried III, graaf van Leuven en landgraaf van Brabant, door keizer Frederik Barbarossa beleend met de titel hertog van Brabant.
Zijn zoon Hendrik II huwde voor de eerste maal met Maria van Zwaben. De kinderen uit dit huwelijk volgden op in Brabant en Limburg. Voor de tweede maal huwde hij met Sofia van Thüringen. De zoon uit dit huwelijk, Hendrik het Kind, werd landgraaf van Hessen en daarmee stamvader van het huis Hessen en het huis Battenberg.
De kleinzoon van Hendrik II, Jan I van Brabant verwierf in 1288 het hertogdom Limburg. Met zijn achterkleindochter Johanna van Brabant stierf het huis Brabant in rechte lijn uit en kwamen beide hertogdommen in handen van het huis Bourgondië.
Uit het huis Brabant kwamen een aantal bastaardtakken voort, waaronder:
- Huis Glymes
- Huis Corsselaar